# Tamasesia rotunda
Tamasesia rotunda là một loài nhện trong họ Mysmenidae.
Loài này thuộc chi Tamasesia. Tamasesia rotunda được miêu tả năm 1955 bởi Marples.